# Namploh Manyang
Namploh Manyang is een bestuurslaag in het regentschap Bireuen van de provincie Atjeh, Indonesië. Namploh Manyang telt 265 inwoners (volkstelling 2010).